# Saint-Vaast-d'Équiqueville
Saint-Vaast-d'Équiqueville is een gemeente in het Franse departement Seine-Maritime (regio Normandië) en telt 562 inwoners (1999). De plaats maakt deel uit van het arrondissement Dieppe.

## Geografie
De oppervlakte van Saint-Vaast-d'Équiqueville bedraagt 14,0 km², de bevolkingsdichtheid is 40,1 inwoners per km².
De onderstaande kaart toont de ligging van Saint-Vaast-d'Équiqueville met de belangrijkste infrastructuur en aangrenzende gemeenten.

## Demografie
Onderstaande figuur toont het verloop van het inwonertal (bron: INSEE-tellingen).

## Externe links

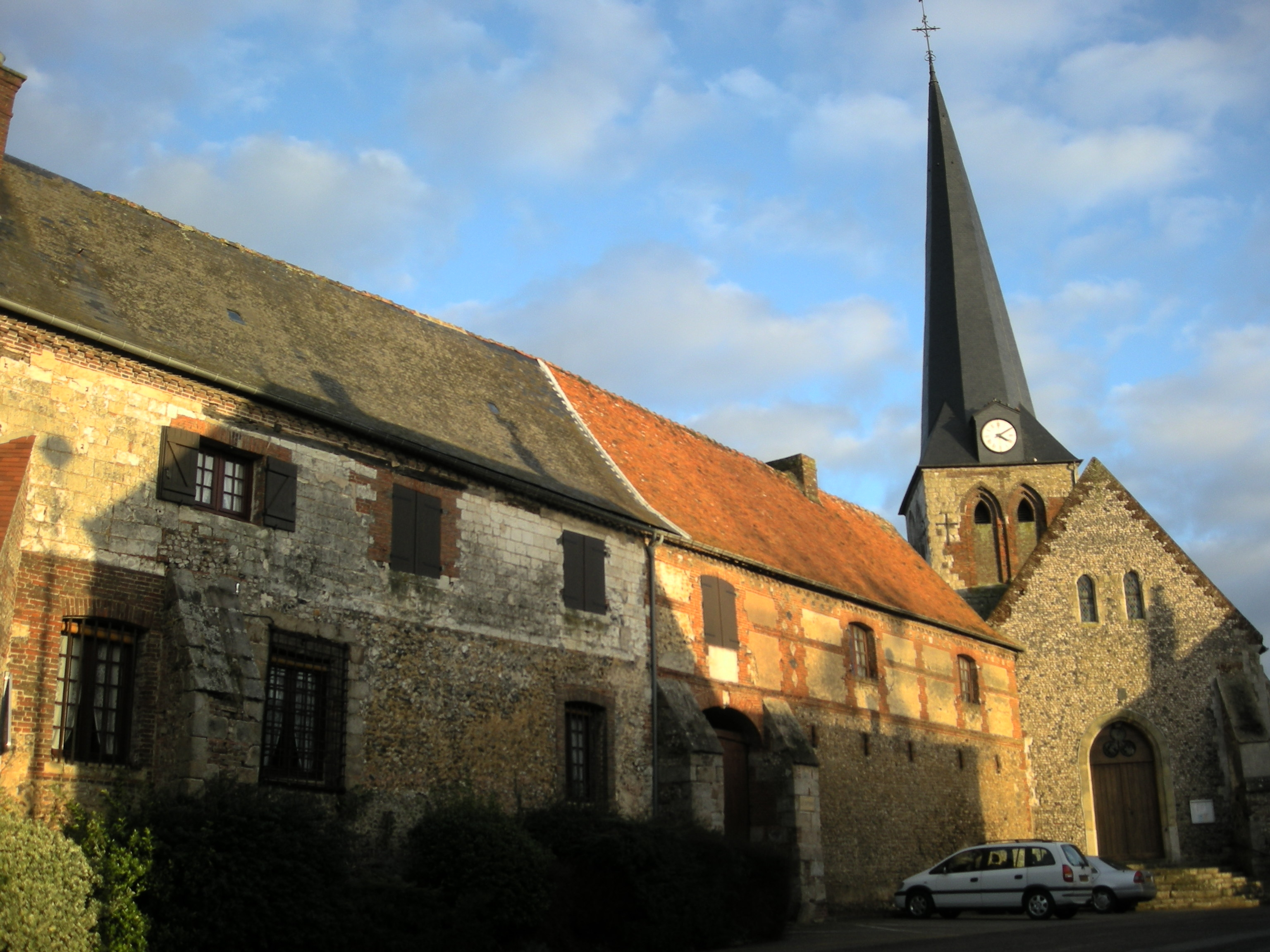
Saint-Vaast kerk.